# Episodi di Doppia sentenza (serie televisiva 1966) (prima stagione)
La prima stagione della serie televisiva Doppia sentenza è stata trasmessa in anteprima nel Regno Unito dalla BBC One tra il 5 gennaio 1966 e il 29 giugno 1966.
| nº | Titolo originale               | Titolo italiano | Prima TV UK      | Prima TV Italia |
| -- | ------------------------------ | --------------- | ---------------- | --------------- |
| 1  | Off Beat                       |                 | 5 gennaio 1966   |                 |
| 2  | The Local Touch                |                 | 12 gennaio 1966  |                 |
| 3  | The Misinformer                |                 | 19 gennaio 1966  |                 |
| 4  | It Doesn't Grow on Trees       |                 | 26 gennaio 1966  |                 |
| 5  | Talk to Me                     |                 | 2 febbraio 1966  |                 |
| 6  | Screws and Drivers             |                 | 9 febbraio 1966  |                 |
| 7  | Take Over                      |                 | 16 febbraio 1966 |                 |
| 8  | Over Take...                   |                 | 23 febbraio 1966 |                 |
| 9  | Don't Push Too Hard            |                 | 2 marzo 1966     |                 |
| 10 | The Key                        |                 | 9 marzo 1966     |                 |
| 11 | Tickle on Wheels               |                 | 16 marzo 1966    |                 |
| 12 | A Spot of Leave                |                 | 23 marzo 1966    |                 |
| 13 | A-Z                            |                 | 30 marzo 1966    |                 |
| 14 | Blind Man's Bluff              |                 | 6 aprile 1966    |                 |
| 15 | All the Flowers                |                 | 13 aprile 1966   |                 |
| 16 | Do You Believe in Ghosts?      |                 | 20 aprile 1966   |                 |
| 17 | There's a Lot of It About      |                 | 27 aprile 1966   |                 |
| 18 | The Gentle Touch               |                 | 4 maggio 1966    |                 |
| 19 | The Short Cut                  |                 | 11 maggio 1966   |                 |
| 20 | Made in Britain                |                 | 18 maggio 1966   |                 |
| 21 | Round Trip                     |                 | 25 maggio 1966   |                 |
| 22 | Extraction                     |                 | 1º giugno 1966   |                 |
| 23 | Best Out of Three              |                 | 8 giugno 1966    |                 |
| 24 | I Know What I Said             |                 | 15 giugno 1966   |                 |
| 25 | Conspiracy: Part 1: To Rob     |                 | 22 giugno 1966   |                 |
| 26 | Conspiracy: Part 2: To Corrupt |                 | 29 giugno 1966   |                 |